# Banksia epica
Banksia epica es un arbusto que crece en la costa sur de Australia Occidental. El arbusto tiene una forma de cuña y unas grandes hojas dentadas de color amarillo cremoso y con espigas en sus flores, crece hasta 3 metros y medio (11 ½ pies) de alto. Se conoce sólo a partir de dos poblaciones aisladas en el remoto sureste del estado australiano, cerca del borde occidental de la Gran Bahía Australiana. Ambas poblaciones se encuentran entre las costas australianas.

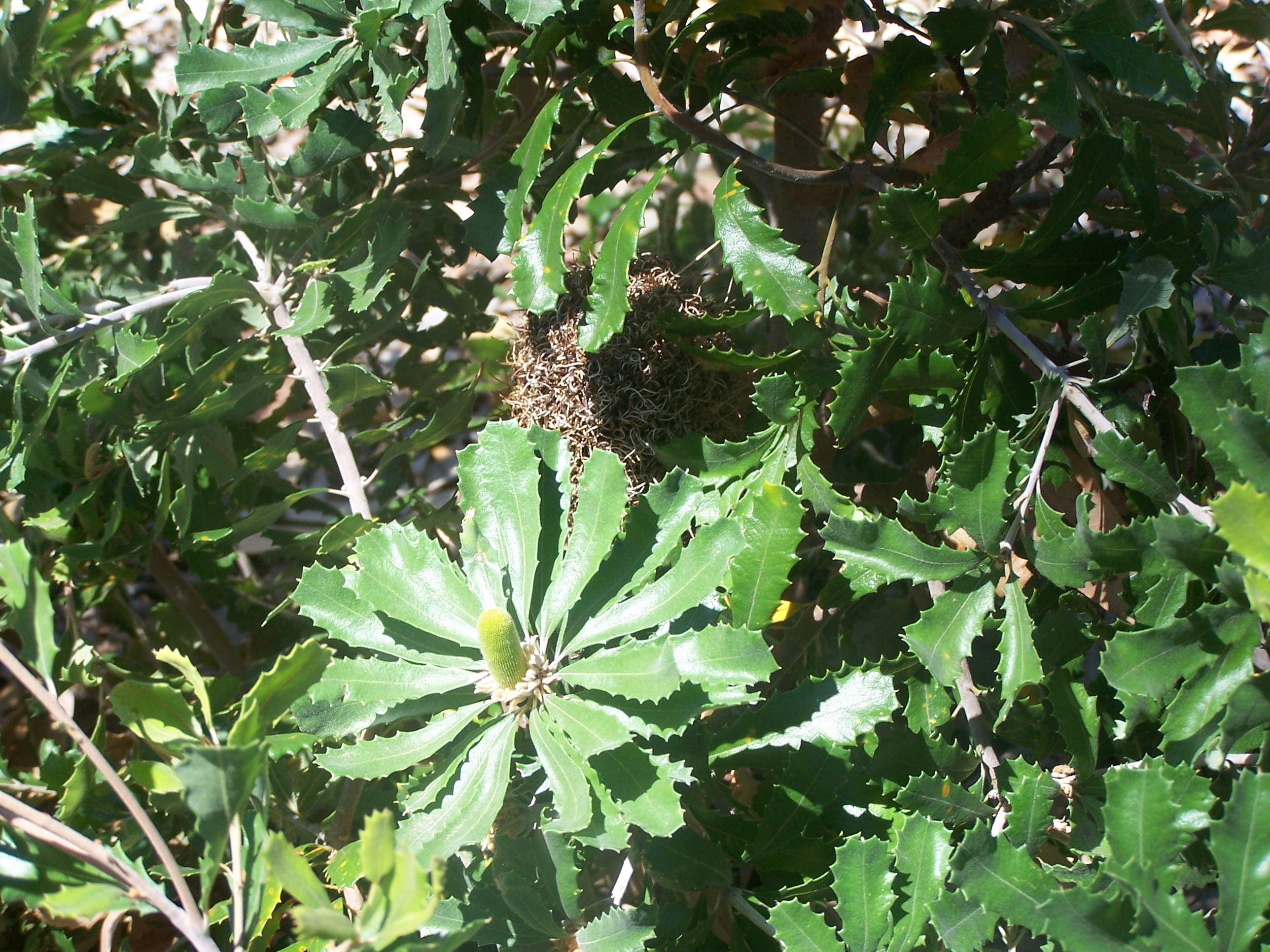
Vista de la planta

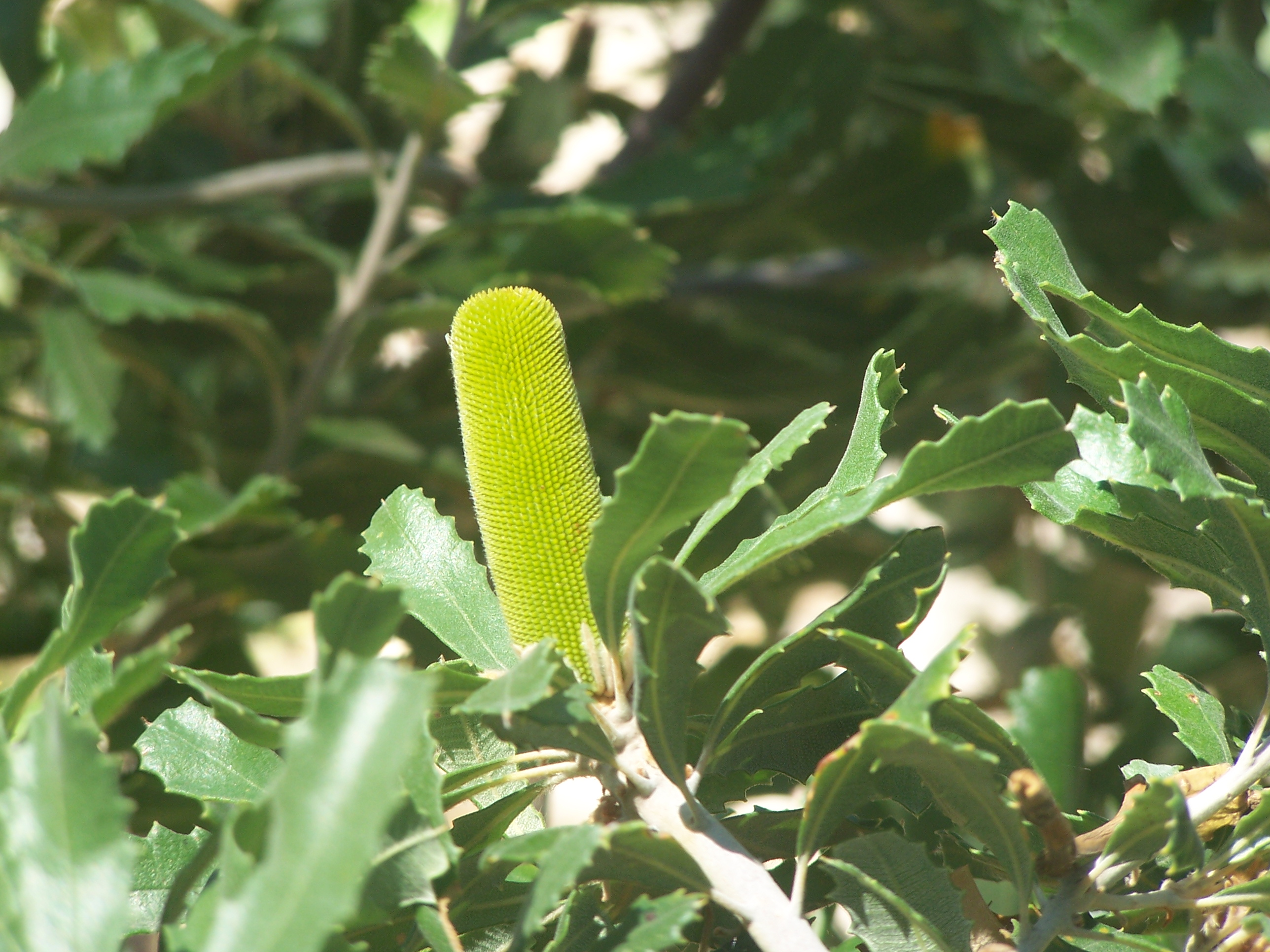
Inflorescencia

Se dice que Edward John Eyre la descubrió en 1841, pero no se recogió hasta 1973, y fue reconocido sólo como una especie distinta en 1988. Ha habido muy poca investigación sobre la especie desde entonces, así que el conocimiento de su ecología y potencial de cultivo es limitada. Una de las subespecies del Banskia es el Cyrtostylis, junto a su pariente cercano, una subespecie llamada Southern Llanos Banksia.

## Descripción

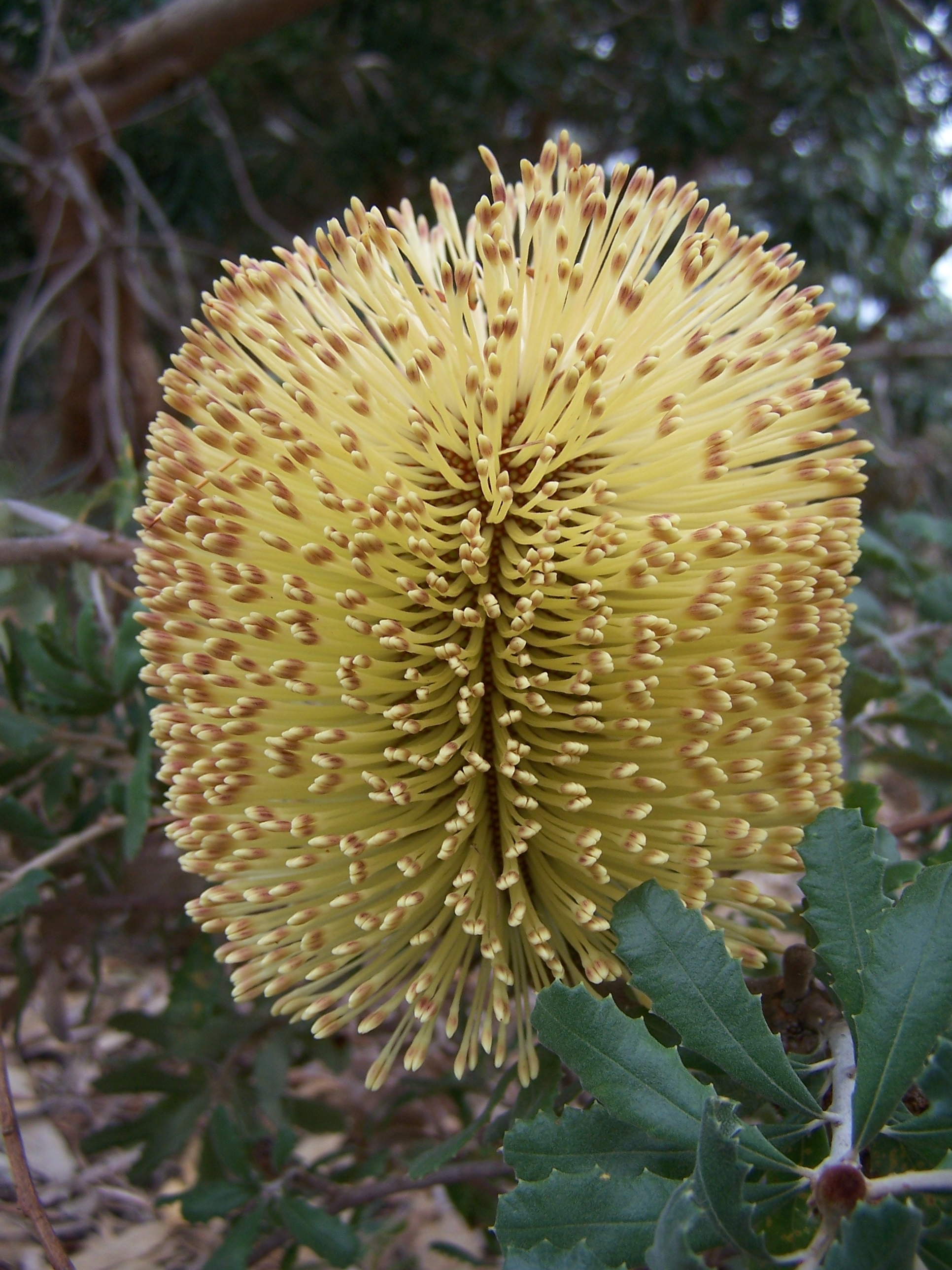
Banksia epica con ramas de color crema

La Banksia epica crece como un arbusto tupido con muchas ramas y hojas, y puede crecer desde 30 centímetros a 3½ metros de alto. Sus hojas tienen formas de cuña y su corteza es de color gris o verde oscuro, el tamaño de sus hojas es desde 1 a 5 centímetros de largo y 6 a 15 centímetros de ancho, con márgenes aserrados.
Las flores de esta Banksia tienen una característica llamada «punto de la flor», y pueden ser de color amarillo o crema de color amarillo.
La apariencia de esta Banksia es muy similar a la de su pariente cercano, Banksia media, de la cual difiere en que ambos arbustos tienen hojas ligeramente cortas y grandes flores. Además las partes de sus flores son persistentes a las estructuras fructíferas de la Banksia epica y ambas se encrespan y apuntan hacia arriba, mientras que sus hojas apuntan directamente hacia abajo, al igual de la Banksia media.

## Historia
Desde 1998, Mast Austin ha estando publicando datos sobre el ADN de las Banksias. Sus análisis sugieren una filogenia que es bastante diferente a los arreglos taxonómicos anteriores. Con respecto a la Banksia epica, los resultados del mástil otorgan una estrecha colaboración con la disposición de Thiele y Ladiges.

### Descubrimiento
El primer europeo en ver una Banksia epica fue probablemente Edward John Eyre,  el primer explorador de la zona, quien grabó «especímenes de retraso» en el crecimiento de las Banksias y cuándo se acercaba a la Gran Bahía Australiana el 1 de mayo de 1841 logró encontrar una Banksia epica.
Banksia epica fue puesta en el herbario nacional en octubre de 1973, cuando Ernest Charles Nelson visitó s Toolinna Cove para obtener muestras de exámenes taxonómicos de los Adenanthos. Nelson fue contratado para investigar las plantas y flores del sur de austrailia, y finalmente dar una conclusión de su especie. El 22 de octubre de 1973, obtuvo una muestra de la Banksia epica, y erróneamente fue identificada como una Banksia media y más tarde se presentó en el Herbario de Canberra con ese nombre.
En 1985, John Falconer y Lalage de Esperance estudiaban Banksias para el libro «The Banksia Atlas», y se convencieron de que había tres especies de Banksias no dos cómo había dicho Culver. Regresaron a su ciudad el 9 de enero de 1986, y llevaron unas hojas que habían recogido, se dieron cuenta de que no se parecían a las hojas que Culver había traído, y el arbusto se tomó cómo una especie desconocida. Los especímenes efectivamente eran de una especie que no se conocía. A principios de mayo del año siguiente, John Falconer condujo más de 2.000 km, para encontrar más hojas del arbusto desconocido, y así descubrir su taxonomía. Por lo que Alex George comenzó a preparar una descripción formal de la especie. En 1988, publicó una descripción de la especie y le dio el nombre de Banksia epica el nombre de epica se debe a las dos «épicas» aventuras de Eyre y Falconer.

## Distribución y hábitat
La Banksia epica es conocida en cuatro poblaciones, una de ellas es en las partes orientales de las planicies del Suroeste de Australia y en el salón botánico de provincia, cerca del borde occidental de la Gran Bahía Australiana. La población de Banksias se produce a unos 30 kilómetros (20 millas) al oeste de Point Culver, según una encuesta realizada en junio de 1989, hay más de 300 Banksias en Point Culver. Una pequeña población de Banksias se encuentra a unos 70 kilómetros (45 millas) al este de la Bahía Australiana, una encuesta realizada en agosto de 1991, demuestra que la localidad tenía más de 350 plantas.
En diversas localidades la Banksia epica se encuentra en las dunas y suelos arenosos, y en raras ocasiones sobre piedras. Esto también sucede con la Banksia media y la Banksia praemorsa, aunque estas últimas pueden producirse en suelos húmedos. Además la Banksia epica y la Banksia media son de las únicas especies Banksias que pueden generarse en suelos alcalinos.

## Cultivo

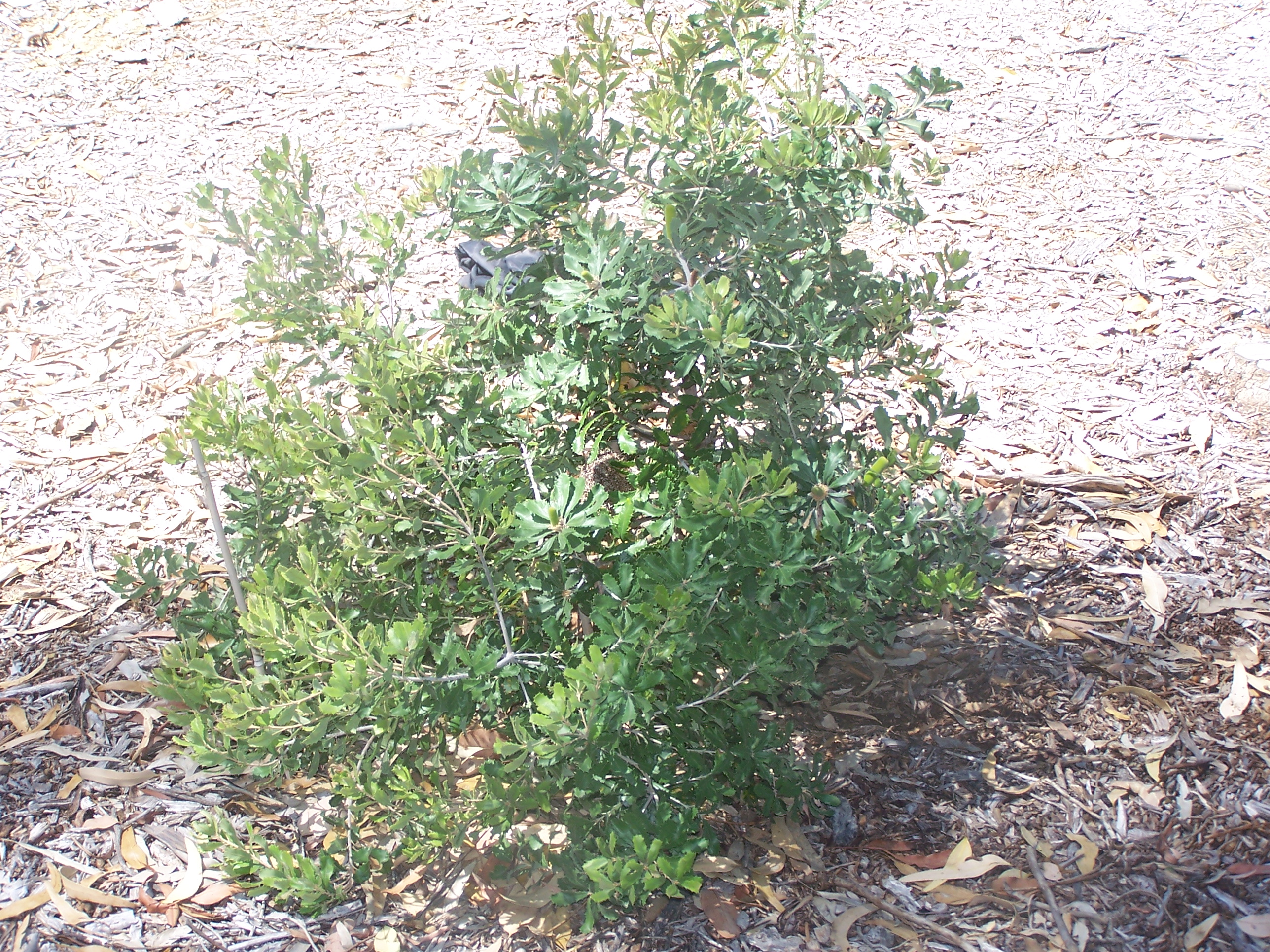
Arbusto en Western Australia

El cultivo de la Banksia es complicado. Kevin Collins de una granja de Banksias en Albany, Western Australia, dice que la gente es «pionera» en el cultivo de Banksias. La Banksia epica ha podido tolerar los suelos alcalinos, y también ha logrado adaptarse a suelos arenosos, que se encuentran cerca de la costa Australiana entre Mandurah y Kwinana. La Guardería Botánica Australiana es de las únicas compañías botánicas que han logrado cultivar Banksias, aunque en febrero de 2001 muchas especies de Banksia murieron si explicación alguna.
La Banksia epica se propaga por medio de semillas, Las semillas no necesitan ningún tratamiento, solo requieren ser germinadas de 14 a 16 días, George ha recomendado que al igual que la Banksia media y la Banksia praemorsa, necesita estar en un lugar soleado para que pueda germinar.

## Taxonomía
Banksia epica fue descrita por Alexander Segger George y publicado en Nuytsia 6: 310. 1988.
Etimología
Banksia: nombre genérico que fue otorgado en honor del botánico inglés Sir Joseph Banks, quién colectó el primer espécimen de Banksia en 1770, durante la primera expedición de James Cook.